# Maenza
Maenza ist eine italienische Gemeinde in der Provinz Latina in der italienischen Region Latium mit 2940 Einwohnern (Stand 31. Dezember 2023). Sie liegt 90 Kilometer südöstlich von Rom.

## Geographie
Maenza liegt am Südabhang der  Monti Lepini oberhalb der Pontinischen Ebene.
Es ist Mitglied der Comunità Montana Monti Lepini e Ausoni.

## Bevölkerung
| Jahr | Bevölkerung |
| ---- | ----------- |
| 1871 | 1785        |
| 1901 | 2220        |
| 1921 | 2381        |
| 1951 | 3119        |
| 1971 | 2742        |
| 1991 | 3048        |
| 2001 | 3017        |

## Politik
Claudio Sperduti (Lista Civica: Progetto Per Maenza) wurde am 26. Mai 2019 zum Bürgermeister gewählt.